# Operação Dilúvio
A Operação Dilúvio foi uma operação da Polícia Federal do Brasil, teve início em 16 de agosto de 2006, ocorrendo em 8 estados do Brasil e nos Estados Unidos, para investigar supostos casos de sonegação de imposto, evasão de divisas, falsidade ideológica e outros crimes. Foram apreendidos carros de luxo, joias e outros itens.
As fraudes ocorriam principalmente por um empresário do Paraguai que registrou dezenas de empresas e as usava como local de troca, burlando assim os tributos e blindando o real importador.

## Lista de empresas envolvidas
- Golden Cabo
- SND
- Mercotex
- Opus Trading
- Grupo MAM
- Feca International
- All Trade
- H & S Trading[4][5]